# Delissea lauliiana
Delissea lauliiana är en klockväxtart som beskrevs av Thomas G. Lammers. Delissea lauliiana ingår i släktet Delissea, och familjen klockväxter. Inga underarter finns listade i Catalogue of Life.